# South Hill (Anguilla)
Pour les articles homonymes, voir South Hill.
South Hill est un district d'Anguilla. Sa population selon le recensement de 2011 était de 1 722 habitants.

## Démographie
Évolution de la population, :
| 1974 | 1984 | 1992  | 2001  | 2011  |
| ---- | ---- | ----- | ----- | ----- |
| 774  | 961  | 1 102 | 1 495 | 1 722 |